# Damdami Taksal
Damdami Taksal är en sikhisk madrassa, bildad av sikhernas sista guru, Guru Gobind Singh.
Den 26 januari 1986 arrangerade Damdami Taksal en Sarbat khalsa i Akal Takht där en resolution om ett självständigt Khalistan antogs och en kommitté med fem ledamöter valdes för att genomföra självständigheten.